# Andreas Feininger
Andreas Bernhard Lyonel Feininger (27 de diciembre de 1906 - 18 de febrero de 1999), conocido como Andreas Feininger, fue un fotógrafo norteamericano de origen francés y judeoalemán, que fue alumno y profesor de la prestigiosa Escuela de la Bauhaus en la Alemania de entreguerras. Su padre era Lyonel Feininger, uno de los profesores de dicha escuela y pintor vanguardista relacionado con el expresionismo.

## Biografía
Criado y educado en Europa, donde estudió en la Bauhaus de Weimar y en la escuela de arquitectura de Zerbst, comenzó a trabajar como arquitecto antes de dedicarse a la fotografía. En 1930 hizo sus primeras publicaciones fotográficas y en 1932 se trasladó a París donde estuvo trabajando con el arquitecto suizo Le Corbusier. Después inició un negocio de fotografía industrial y de arquitectura en Estocolmo, pero con la ascensión de Hitler al poder y la extensión de la guerra por Europa emigró a Estados Unidos en 1939, donde trabajó para la revista Life y produjo sus primeras imágenes exitosas, en ese momento centradas en la vida urbana de Nueva York.

## Premios
En el año 1998, un año antes de su muerte, recibió el Premio de cultura de la asociación alemana de fotografía, uno de los más importantes de Alemania, que han recibido otros fotógrafos internacionales como Man Ray o Henri Cartier-Bresson.[cita requerida]